# 4887 Такіхірой
4887 Такіхірой (4887 Takihiroi) — астероїд головного поясу, відкритий 2 березня 1981 року.
Тіссеранів параметр щодо Юпітера — 3,279.
Названо на честь Такі Хірой (яп. たき・ひろい такі хірой).